# ديجيمون وورلد 3
ديجيمون وورلد 3 (بالإنجليزية: Digimon World 3)‏، (باليابانية: デジモンワールド3، بالروماجي: Dejimon Wārudo 3) المعروفة أيضاً باسم ديجيمون وورلد 2003 في أوروبا وأستراليا، هي لعبة فيديو بلاي ستيشن تم تطويرها ونشرها من قبل شركة بانداي في اليابان 5 يونيو 2002 وهي لعبة قتال الكائنات الرقميه في السلسلة الشهيرة ديجيمون وما يُعرف باللغة العربية بأبطال الديجيتال. والإصدار الثالث من إصدارات ألعاب ديجيمون وورلد، اللعبة تروي قصة جونيور الذي يبدأ يلعب لعبة تُسمى «ديجمون أون لاين» مع أصدقائه، ولكن عندما يهاجم الإرهابيين، يُحاصر جونيور وأصدقائه داخل اللعبة، ويجب أن يجد مخرجا باستخدام شركائه الرقميّين.